# مقاطعة تشارلتون (جورجيا)
مقاطعة تشارلتون (بالإنجليزية: Charlton County)‏ هي إحدى المقاطعات في ولاية جورجيا في الولايات المتحدة الأمريكية.